# Лыжница (село)
Лыжница (болг. Лъжница) — село в Благоевградской области Болгарии. Входит в состав общины Гоце-Делчев. Находится примерно в 6 км к северо-западу от центра города Гоце-Делчев и примерно в 66 км к юго-востоку от центра города Благоевград. По данным переписи населения 2011 года, в селе  проживало 1602 человека.

## Население
| Год     | 1934 | 1946 | 1956 | 1965 | 1975 | 1985 | 1992 | 2001 | 2011 |
| ------- | ---- | ---- | ---- | ---- | ---- | ---- | ---- | ---- | ---- |
| Жителей | 594  | 714  | 785  | 1109 | 1300 | 1429 | 1616 | 1444 | 1602 |

| Национальность  | Человек | Процент |
| --------------- | ------- | ------- |
| болгары         | 71      | 4,47%   |
| турки           | 1442    | 90,75%  |
| цыгане          | 0       | 0%      |
| другие          | 60      | 3,78%   |
| не определились | 16      | 1,01%   |
| Всего ответов   | 1589    |         |

|  |